# Gran Premio motociclistico di Germania 2014
Il Gran Premio motociclistico di Germania 2014 è stato la nona prova del motomondiale del 2014.
Le gare sono state vinte da: Marc Márquez in MotoGP, Dominique Aegerter in Moto2 e Jack Miller in Moto3. I tre piloti vincitori sono anche gli autori delle pole position.

## MotoGP
Così come accaduto nel recente GP d'Olanda, anche questa gara viene segnata dalla condizioni meteorologiche variabili, con la pioggia che si palesa poco prima che si componesse lo schieramento di partenza dei piloti. La maggior parte dei partecipanti si presenta sulla griglia con gomme da bagnato, ad eccezione di alcuni piloti (tra questi il pilota tedesco Stefan Bradl) che invece montano fin dall'inizio gomme da asciutto. Durante il giro di formazione la pioggia smette di cadere, pertanto, la pista asciutta, spinge tutti coloro che avevano montato gomme da bagnato a rientrare ai box per cambiare moto, per usare quella con gomme e assetto da asciutto. Si viene a generare l'assurdo di uno schieramento di partenza composto da poche moto, con la maggioranza dei concorrenti che prendono il via dalla pit-lane.
Anche con questa situazione meteorologica variabile e con questa curiosa partenza, si conferma ugualmente vincitore, per la nona volta su nove gare corse in questa stagione, lo spagnolo Marc Márquez, che si porta, con i 25 punti di questa vittoria, a 225 punti in campionato, con un margine di vantaggio di ben 77 punti dal compagno di squadra nel team Repsol Honda, Dani Pedrosa, secondo in campionato ed anche in questa gara. Al terzo posto in questo GP  si posiziona Jorge Lorenzo, che torna sul podio dopo le ultime due gare dove non era riuscito a salirci, con Valentino Rossi al quarto posto. Da segnalare il quinto posto di Andrea Iannone, primo dei piloti dotati di motocicletta Ducati.

### Arrivati al traguardo
| Pos. | Nº | Pilota           | Squadra                   | Motocicletta       | Giri | Tempo           | Griglia | Punti |
| ---- | -- | ---------------- | ------------------------- | ------------------ | ---- | --------------- | ------- | ----- |
| 1º   | 93 | Marc Márquez     | Repsol Honda              | Honda RC213V       | 30   | 41min 47s 664ms | 1º      | 25    |
| 2º   | 26 | Dani Pedrosa     | Repsol Honda              | Honda RC213V       | 30   | +1.466          | 2º      | 20    |
| 3º   | 99 | Jorge Lorenzo    | Movistar Yamaha           | Yamaha YZR-M1      | 30   | +10.317         | 5º      | 16    |
| 4º   | 46 | Valentino Rossi  | Movistar Yamaha           | Yamaha YZR-M1      | 30   | +19.194         | 6º      | 13    |
| 5º   | 29 | Andrea Iannone   | Pramac Racing             | Ducati Desmosedici | 30   | +23.509         | 7º      | 11    |
| 6º   | 41 | Aleix Espargaró  | NGM Forward Racing        | Forward Yamaha     | 30   | +27.809         | 4º      | 10    |
| 7º   | 44 | Pol Espargaró    | Monster Yamaha Tech 3     | Yamaha YZR-M1      | 30   | +33.253         | 8º      | 9     |
| 8º   | 4  | Andrea Dovizioso | Ducati Team               | Ducati Desmosedici | 30   | +33.868         | 11º     | 8     |
| 9º   | 19 | Álvaro Bautista  | Go&Fun Honda Gresini      | Honda RC213V       | 30   | +34.231         | 10º     | 7     |
| 10º  | 35 | Cal Crutchlow    | Ducati Team               | Ducati Desmosedici | 30   | +34.676         | 15º     | 6     |
| 11º  | 45 | Scott Redding    | Go&Fun Honda Gresini      | Honda RCV1000R     | 30   | +37.744         | 14º     | 5     |
| 12º  | 7  | Hiroshi Aoyama   | Drive M7 Aspar            | Honda RCV1000R     | 30   | +45.018         | 16º     | 4     |
| 13º  | 17 | Karel Abraham    | Cardion AB Motoracing     | Honda RCV1000R     | 30   | +45.177         | 17º     | 3     |
| 14º  | 69 | Nicky Hayden     | Drive M7 Aspar            | Honda RCV1000R     | 30   | +46.676         | 12º     | 2     |
| 15º  | 9  | Danilo Petrucci  | Octo IodaRacing           | ART                | 30   | +52.769         | 23º     | 1     |
| 16º  | 6  | Stefan Bradl     | LCR Honda MotoGP          | Honda RC213V       | 30   | +53.889         | 3º      |       |
| 17º  | 68 | Yonny Hernández  | Energy T.I. Pramac Racing | Ducati Desmosedici | 30   | +54.476         | 13º     |       |
| 18º  | 8  | Héctor Barberá   | Avintia Racing            | Avintia GP14       | 30   | +56.215         | 20º     |       |
| 19º  | 38 | Bradley Smith    | Monster Yamaha Tech 3     | Yamaha YZR-M1      | 30   | +56.293         | 9º      |       |
| 20º  | 5  | Colin Edwards    | NGM Forward Racing        | Forward Yamaha     | 30   | +1'04.083       | 19º     |       |
| 21º  | 23 | Broc Parkes      | Paul Bird Motorsport      | PBM                | 30   | +1'10.928       | 22º     |       |
| 22º  | 63 | Mike Di Meglio   | Avintia Racing            | Avintia GP14       | 30   | +1'19.975       | 21º     |       |

### Ritirato
| Nº | Pilota          | Squadra              | Motocicletta | Giri | Griglia |
| -- | --------------- | -------------------- | ------------ | ---- | ------- |
| 70 | Michael Laverty | Paul Bird Motorsport | PBM          | 17   | 18º     |

## Moto2
Prima pole position e prima vittoria in carriera nel motomondiale in questa gara per il pilota svizzero Dominique Aegerter del team Technomag carXpert, con Mika Kallio, alla guida della Kalex Moto2, secondo con novantuno millesimi di ritardo dal vincitore. Terzo posto in questo GP per Simone Corsi con la Kalex Moto2 del team NGM Forward Racing.
La situazione in classifica mondiale vede sempre in testa lo spagnolo Esteve Rabat (quarto in questa gara) con 170 punti, anche se il finlandese Kallio (secondo in campionato) riduce il distacco portandosi a 151 punti, quindi a sole 19 lunghezze dal vertice.

### Arrivati al traguardo
| Pos. | Nº | Pilota             | Squadra                    | Motocicletta       | Giri | Tempo           | Griglia | Punti |
| ---- | -- | ------------------ | -------------------------- | ------------------ | ---- | --------------- | ------- | ----- |
| 1º   | 77 | Dominique Aegerter | Technomag carXpert         | Suter MMX2         | 29   | 41min 12s 461ms | 1º      | 25    |
| 2º   | 36 | Mika Kallio        | Marc VDS Racing            | Kalex Moto2        | 29   | +0.091          | 2º      | 20    |
| 3º   | 3  | Simone Corsi       | NGM Forward Racing         | Kalex Moto2        | 29   | +10.514         | 6º      | 16    |
| 4º   | 53 | Esteve Rabat       | Marc VDS Racing            | Kalex Moto2        | 29   | +10.666         | 3º      | 13    |
| 5º   | 40 | Maverick Viñales   | Paginas Amarillas HP 40    | Kalex Moto2        | 29   | +11.418         | 13º     | 11    |
| 6º   | 21 | Franco Morbidelli  | Italtrans Racing           | Kalex Moto2        | 29   | +14.100         | 5º      | 10    |
| 7º   | 4  | Randy Krummenacher | Octo IodaRacing            | Suter MMX2         | 29   | +21.883         | 10º     | 9     |
| 8º   | 54 | Mattia Pasini      | NGM Forward Racing         | Kalex Moto2        | 29   | +21.976         | 18º     | 8     |
| 9º   | 12 | Thomas Lüthi       | Interwetten Paddock        | Suter MMX2         | 29   | +22.049         | 8º      | 7     |
| 10º  | 19 | Xavier Siméon      | Federal Oil Gresini        | Suter MMX2         | 29   | +26.510         | 11º     | 6     |
| 11º  | 88 | Ricard Cardús      | Tech 3                     | Tech 3 Mistral 610 | 29   | +26.666         | 16º     | 5     |
| 12º  | 23 | Marcel Schrötter   | Tech 3                     | Tech 3 Mistral 610 | 29   | +33.044         | 14º     | 4     |
| 13º  | 96 | Louis Rossi        | SAG Team                   | Kalex Moto2        | 29   | +33.420         | 22º     | 3     |
| 14º  | 39 | Luis Salom         | Paginas Amarillas HP 40    | Kalex Moto2        | 29   | +37.193         | 24º     | 2     |
| 15º  | 49 | Axel Pons          | AGR Team                   | Kalex Moto2        | 29   | +37.827         | 23º     | 1     |
| 16º  | 60 | Julián Simón       | Italtrans Racing           | Kalex Moto2        | 29   | +38.111         | 15º     |       |
| 17º  | 95 | Anthony West       | QMMF Racing                | Speed Up SF14      | 29   | +39.972         | 25º     |       |
| 18º  | 55 | Hafizh Syahrin     | Petronas Raceline Malaysia | Kalex Moto2        | 29   | +42.604         | 17º     |       |
| 19º  | 18 | Nicolás Terol      | Mapfre Aspar               | Suter MMX2         | 29   | +43.646         | 19º     |       |
| 20º  | 22 | Sam Lowes          | Speed Up                   | Speed Up SF14      | 29   | +46.032         | 26º     |       |
| 21º  | 30 | Takaaki Nakagami   | Idemitsu Honda Team Asia   | Kalex Moto2        | 29   | +48.475         | 28º     |       |
| 22º  | 45 | Tetsuta Nagashima  | Teluru Team JiR Webike     | TSR                | 29   | +52.832         | 32º     |       |
| 23º  | 97 | Román Ramos        | QMMF Racing                | Speed Up SF14      | 29   | +1'03.277       | 31º     |       |
| 24º  | 70 | Robin Mulhauser    | Technomag carXpert         | Suter MMX2         | 29   | +1'03.434       | 33º     |       |
| 25º  | 8  | Gino Rea           | AGT Rea Racing             | Suter MMX2         | 29   | +1'15.320       | 27º     |       |
| 26º  | 10 | Thitipong Warokorn | APH PTT The Pizza SAG      | Kalex Moto2        | 28   | +1 giro         | 34º     |       |
| 27ª  | 33 | Nina Prinz         | QMMF Racing                | Speed Up SF14      | 28   | +1 giro         | 35ª     |       |
| 28º  | 25 | Azlan Shah         | Idemitsu Honda Team Asia   | Kalex Moto2        | 27   | +2 giri         | 29º     |       |

### Ritirati
| Nº | Pilota              | Squadra            | Motocicletta   | Giri | Griglia |
| -- | ------------------- | ------------------ | -------------- | ---- | ------- |
| 15 | Alex De Angelis     | Tasca Racing       | Suter MMX2     | 22   | 9º      |
| 11 | Sandro Cortese      | Dynavolt Intact GP | Kalex Moto2    | 22   | 21º     |
| 5  | Johann Zarco        | AirAsia Caterham   | Caterham Suter | 14   | 7º      |
| 2  | Josh Herrin         | AirAsia Caterham   | Caterham Suter | 12   | 30º     |
| 94 | Jonas Folger        | AGR Team           | Kalex Moto2    | 8    | 20º     |
| 7  | Lorenzo Baldassarri | Gresini Moto2      | Suter MMX2     | 6    | 12º     |
| 81 | Jordi Torres        | Mapfre Aspar       | Suter MMX2     | 4    | 4º      |

## Moto3
Quarta vittoria stagionale (ed in carriera nel motomondiale) per il pilota australiano Jack Miller alla guida della KTM RC 250 GP del team Red Bull KTM Ajo. Al secondo posto in questa gara si posiziona Brad Binder con la Mahindra MGP3O del team Ambrogio Racing, per il pilota sudafricano si tratta del suo primo podio in carriera nel contesto del motomondiale. Era da 29 anni che un pilota sudafricano non otteneva un piazzamento a podio nel motomondiale, da quando Mario Rademeyer concluse terzo il GP del Sudafrica del 1985 corso a Kyalami nella classe 250. Completa il podio Alexis Masbou con la Honda NSF250R del team Ongetta-Rivacold, il pilota francese ottiene in questo modo il suo secondo podio in carriera nel motomondiale, il primo l'aveva realizzato al Gran Premio di Germania del 2012.
La situazione in classifica mondiale vede Miller portarsi a 142 punti e, grazie alle difficoltà dei suoi principali rivali per il titolo (Álex Rins e Romano Fenati entrambi ritirati), incrementa il proprio vantaggio in campionato, con Álex Márquez (quarto in questa gara) che con 123 punti vede aumentare il suo ritardo dal capo-classifica a 19 lunghezze, ed Efrén Vázquez (sesto sul traguardo) che si ritrova terzo in graduatoria con 112 punti, scavalcando Fenati e Rins, fermi rispettivamente a 110 e 107 punti.
Le sole variazioni nella lista dei partecipanti rispetto all'ultima gara riguardano: Gabriel Rodrigo che viene ingaggiato dal team Avant Tecno Husqvarna Ajo per sostituire l'infortunato Niklas Ajo e Livio Loi che lascia la Kalex KTM, motocicletta con cui aveva iniziato la stagione, per passare alla guida di una KTM RC 250 GP, anche se proprio al termine di questo GP il team Marc VDS Racing decide di rescindere l'accordo con il pilota belga, a causa della carenza dei risultati nelle prime gare stagionali.
Francesco Bagnaia, compagno di squadra di Fenati nello SKY Racing Team VR46, non ha preso il via a causa degli stessi fastidi al polso sinistro che si era fratturato al GP d'Olanda.
Da segnalare un increscioso episodio che ha visto due piloti olandesi, Scott Deroue e Bryan Schouten, entrambi caduti al primo giro di questa gara, rendersi protagonisti di una lite degenerata in seguito con uno scontro fisico.

### Arrivati al traguardo
| Pos. | Nº | Pilota             | Squadra                   | Motocicletta        | Giri | Tempo           | Griglia | Punti |
| ---- | -- | ------------------ | ------------------------- | ------------------- | ---- | --------------- | ------- | ----- |
| 1º   | 8  | Jack Miller        | Red Bull KTM Ajo          | KTM RC 250 GP       | 27   | 39min 26s 927ms | 1º      | 25    |
| 2º   | 41 | Brad Binder        | Ambrogio Racing           | Mahindra MGP3O      | 27   | +0.180          | 6º      | 20    |
| 3º   | 10 | Alexis Masbou      | Ongetta-Rivacold          | Honda NSF250R       | 27   | +1.119          | 2º      | 16    |
| 4º   | 12 | Álex Márquez       | Estrella Galicia 0,0      | Honda NSF250R       | 27   | +1.180          | 3º      | 13    |
| 5º   | 52 | Danny Kent         | Red Bull Husqvarna Ajo    | Husqvarna FR 250 GP | 27   | +1.290          | 5º      | 11    |
| 6º   | 7  | Efrén Vázquez      | SaxoPrint-RTG             | Honda NSF250R       | 27   | +26.231         | 17º     | 10    |
| 7º   | 17 | John McPhee        | SaxoPrint-RTG             | Honda NSF250R       | 27   | +26.336         | 27º     | 9     |
| 8º   | 32 | Isaac Viñales      | Calvo Team                | KTM RC 250 GP       | 27   | +26.474         | 16º     | 8     |
| 9º   | 3  | Matteo Ferrari     | San Carlo Team Italia     | Mahindra MGP3O      | 27   | +26.583         | 14º     | 7     |
| 10º  | 58 | Juanfran Guevara   | Mapfre Aspar              | Kalex KTM           | 27   | +26.735         | 9º      | 6     |
| 11º  | 84 | Jakub Kornfeil     | Calvo Team                | KTM RC 250 GP       | 27   | +26.873         | 18º     | 5     |
| 12º  | 65 | Philipp Öttl       | Interwetten Paddock       | Kalex KTM           | 27   | +27.009         | 11º     | 4     |
| 13º  | 61 | Arthur Sissis      | Mahindra Racing           | Mahindra MGP3O      | 27   | +27.305         | 22º     | 3     |
| 14º  | 57 | Eric Granado       | Calvo Team                | KTM RC 250 GP       | 27   | +30.084         | 8º      | 2     |
| 15º  | 33 | Enea Bastianini    | Junior Team Go&Fun        | KTM RC 250 GP       | 27   | +45.125         | 10º     | 1     |
| 16º  | 19 | Alessandro Tonucci | CIP                       | Mahindra MGP3O      | 27   | +45.539         | 15º     |       |
| 17º  | 95 | Jules Danilo       | Ambrogio Racing           | Mahindra MGP3O      | 27   | +46.025         | 30º     |       |
| 18º  | 38 | Hafiq Azmi         | SIC-AJO                   | KTM RC 250 GP       | 27   | +46.110         | 23º     |       |
| 19º  | 43 | Luca Grünwald      | Kiefer Racing             | Kalex KTM           | 27   | +56.787         | 21º     |       |
| 20ª  | 22 | Ana Carrasco       | RW Racing GP              | Kalex KTM           | 27   | +57.149         | 31ª     |       |
| 21º  | 97 | Maximilian Kappler | SaxoPrint RTG             | FTR M3              | 27   | +1'09.312       | 29º     |       |
| 22º  | 91 | Gabriel Rodrigo    | Avant Tecno Husqvarna Ajo | Husqvarna FR 250 GP | 26   | +1 giro         | 26º     |       |
| 23º  | 86 | Kevin Hanus        | Fai Rent-A-Jet            | Honda NSF250R       | 26   | +1 giro         | 33º     |       |

### Ritirati
| Nº | Pilota              | Squadra               | Motocicletta   | Giri | Griglia |
| -- | ------------------- | --------------------- | -------------- | ---- | ------- |
| 23 | Niccolò Antonelli   | Junior Team Go&Fun    | KTM RC 250 GP  | 24   | 12º     |
| 44 | Miguel Oliveira     | Mahindra Racing       | Mahindra MGP3O | 19   | 19º     |
| 98 | Karel Hanika        | Red Bull KTM Ajo      | KTM RC 250 GP  | 19   | 4º      |
| 55 | Andrea Locatelli    | San Carlo Team Italia | Mahindra MGP3O | 15   | 20º     |
| 11 | Livio Loi           | Marc VDS Racing       | KTM RC 250 GP  | 13   | 28º     |
| 4  | Gabriel Ramos       | Kiefer Racing         | Kalex KTM      | 12   | 34º     |
| 5  | Romano Fenati       | SKY Racing Team VR46  | KTM RC 250 GP  | 3    | 25º     |
| 63 | Zulfahmi Khairuddin | Ongetta-AirAsia       | Honda NSF250R  | 3    | 13º     |
| 9  | Scott Deroue        | RW Racing GP          | Kalex KTM      | 1    | 32º     |
| 51 | Bryan Schouten      | CIP                   | Mahindra MGP3O | 1    | 24º     |
| 42 | Álex Rins           | Estrella Galicia 0,0  | Honda NSF250R  | 0    | 7º      |

### Non partito
| Nº | Pilota            | Squadra              | Motocicletta  |
| -- | ----------------- | -------------------- | ------------- |
| 21 | Francesco Bagnaia | SKY Racing Team VR46 | KTM RC 250 GP |